# Pawłowice (Lublin)
Pour les articles homonymes, voir Pawłowice.
Pawłowice (prononciation [pavwɔˈvit͡sɛ]) est un village de la gmina de Stężyca du powiat de Ryki dans la voïvodie de Lublin, situé dans l'est de la Pologne.
Il se situe à environ 10 kilomètres à l'est de Stężyca (siège de la gmina), 19 kilomètres à l'ouest de Ryki (siège du powiat) et 74 kilomètres au nord-ouest de Lublin (capitale de la voïvodie).

## Histoire
De 1975 à 1998, le village est attaché administrativement à l'ancienne voïvodie de Lublin.
Depuis 1999, il fait partie de la nouvelle voïvodie de Lublin.